# Unicodeblock Vai
Der Unicode-Block Vai (A500–A63F) enthält die Schriftzeichen der Vai-Schrift, einer Silbenschrift des westafrikanischen Volkes der Vai.

## Tabelle
Die Zeichen U+A60D, U+A60E und U+A60F haben die bidirektionale Klasse „Anderes neutrales Zeichen“, alle anderen die Klasse „Links nach rechts“
| Unicodenummer  | Zeichen (400 %) | Kategorie                               | Offizielle Bezeichnung  | Beschreibung                              |
| -------------- | --------------- | --------------------------------------- | ----------------------- | ----------------------------------------- |
| U+A500 (42240) | ꔀ               | anderer Buchstabe, Silbe oder Ideogramm | VAI SYLLABLE EE         | Vai-Silbe Ee                              |
| U+A501 (42241) | ꔁ               | anderer Buchstabe, Silbe oder Ideogramm | VAI SYLLABLE EEN        | Vai-Silbe Een                             |
| U+A502 (42242) | ꔂ               | anderer Buchstabe, Silbe oder Ideogramm | VAI SYLLABLE HEE        | Vai-Silbe Hee                             |
| U+A503 (42243) | ꔃ               | anderer Buchstabe, Silbe oder Ideogramm | VAI SYLLABLE WEE        | Vai-Silbe Wee                             |
| U+A504 (42244) | ꔄ               | anderer Buchstabe, Silbe oder Ideogramm | VAI SYLLABLE WEEN       | Vai-Silbe Ween                            |
| U+A505 (42245) | ꔅ               | anderer Buchstabe, Silbe oder Ideogramm | VAI SYLLABLE PEE        | Vai-Silbe Pee                             |
| U+A506 (42246) | ꔆ               | anderer Buchstabe, Silbe oder Ideogramm | VAI SYLLABLE BHEE       | Vai-Silbe Bhee                            |
| U+A507 (42247) | ꔇ               | anderer Buchstabe, Silbe oder Ideogramm | VAI SYLLABLE BEE        | Vai-Silbe Bee                             |
| U+A508 (42248) | ꔈ               | anderer Buchstabe, Silbe oder Ideogramm | VAI SYLLABLE MBEE       | Vai-Silbe Mbee                            |
| U+A509 (42249) | ꔉ               | anderer Buchstabe, Silbe oder Ideogramm | VAI SYLLABLE KPEE       | Vai-Silbe Kpee                            |
| U+A50A (42250) | ꔊ               | anderer Buchstabe, Silbe oder Ideogramm | VAI SYLLABLE MGBEE      | Vai-Silbe Mgbee                           |
| U+A50B (42251) | ꔋ               | anderer Buchstabe, Silbe oder Ideogramm | VAI SYLLABLE GBEE       | Vai-Silbe Gbee                            |
| U+A50C (42252) | ꔌ               | anderer Buchstabe, Silbe oder Ideogramm | VAI SYLLABLE FEE        | Vai-Silbe Fee                             |
| U+A50D (42253) | ꔍ               | anderer Buchstabe, Silbe oder Ideogramm | VAI SYLLABLE VEE        | Vai-Silbe Vee                             |
| U+A50E (42254) | ꔎ               | anderer Buchstabe, Silbe oder Ideogramm | VAI SYLLABLE TEE        | Vai-Silbe Tee                             |
| U+A50F (42255) | ꔏ               | anderer Buchstabe, Silbe oder Ideogramm | VAI SYLLABLE THEE       | Vai-Silbe Thee                            |
| U+A510 (42256) | ꔐ               | anderer Buchstabe, Silbe oder Ideogramm | VAI SYLLABLE DHEE       | Vai-Silbe Dhee                            |
| U+A511 (42257) | ꔑ               | anderer Buchstabe, Silbe oder Ideogramm | VAI SYLLABLE DHHEE      | Vai-Silbe Dhhee                           |
| U+A512 (42258) | ꔒ               | anderer Buchstabe, Silbe oder Ideogramm | VAI SYLLABLE LEE        | Vai-Silbe Lee                             |
| U+A513 (42259) | ꔓ               | anderer Buchstabe, Silbe oder Ideogramm | VAI SYLLABLE REE        | Vai-Silbe Ree                             |
| U+A514 (42260) | ꔔ               | anderer Buchstabe, Silbe oder Ideogramm | VAI SYLLABLE DEE        | Vai-Silbe Dee                             |
| U+A515 (42261) | ꔕ               | anderer Buchstabe, Silbe oder Ideogramm | VAI SYLLABLE NDEE       | Vai-Silbe Ndee                            |
| U+A516 (42262) | ꔖ               | anderer Buchstabe, Silbe oder Ideogramm | VAI SYLLABLE SEE        | Vai-Silbe See                             |
| U+A517 (42263) | ꔗ               | anderer Buchstabe, Silbe oder Ideogramm | VAI SYLLABLE SHEE       | Vai-Silbe Shee                            |
| U+A518 (42264) | ꔘ               | anderer Buchstabe, Silbe oder Ideogramm | VAI SYLLABLE ZEE        | Vai-Silbe Zee                             |
| U+A519 (42265) | ꔙ               | anderer Buchstabe, Silbe oder Ideogramm | VAI SYLLABLE ZHEE       | Vai-Silbe Zhee                            |
| U+A51A (42266) | ꔚ               | anderer Buchstabe, Silbe oder Ideogramm | VAI SYLLABLE CEE        | Vai-Silbe Cee                             |
| U+A51B (42267) | ꔛ               | anderer Buchstabe, Silbe oder Ideogramm | VAI SYLLABLE JEE        | Vai-Silbe Jee                             |
| U+A51C (42268) | ꔜ               | anderer Buchstabe, Silbe oder Ideogramm | VAI SYLLABLE NJEE       | Vai-Silbe Njee                            |
| U+A51D (42269) | ꔝ               | anderer Buchstabe, Silbe oder Ideogramm | VAI SYLLABLE YEE        | Vai-Silbe Yee                             |
| U+A51E (42270) | ꔞ               | anderer Buchstabe, Silbe oder Ideogramm | VAI SYLLABLE KEE        | Vai-Silbe Kee                             |
| U+A51F (42271) | ꔟ               | anderer Buchstabe, Silbe oder Ideogramm | VAI SYLLABLE NGGEE      | Vai-Silbe Nggee                           |
| U+A520 (42272) | ꔠ               | anderer Buchstabe, Silbe oder Ideogramm | VAI SYLLABLE GEE        | Vai-Silbe Gee                             |
| U+A521 (42273) | ꔡ               | anderer Buchstabe, Silbe oder Ideogramm | VAI SYLLABLE MEE        | Vai-Silbe Mee                             |
| U+A522 (42274) | ꔢ               | anderer Buchstabe, Silbe oder Ideogramm | VAI SYLLABLE NEE        | Vai-Silbe Nee                             |
| U+A523 (42275) | ꔣ               | anderer Buchstabe, Silbe oder Ideogramm | VAI SYLLABLE NYEE       | Vai-Silbe Nyee                            |
| U+A524 (42276) | ꔤ               | anderer Buchstabe, Silbe oder Ideogramm | VAI SYLLABLE I          | Vai-Silbe I                               |
| U+A525 (42277) | ꔥ               | anderer Buchstabe, Silbe oder Ideogramm | VAI SYLLABLE IN         | Vai-Silbe In                              |
| U+A526 (42278) | ꔦ               | anderer Buchstabe, Silbe oder Ideogramm | VAI SYLLABLE HI         | Vai-Silbe Hi                              |
| U+A527 (42279) | ꔧ               | anderer Buchstabe, Silbe oder Ideogramm | VAI SYLLABLE HIN        | Vai-Silbe Hin                             |
| U+A528 (42280) | ꔨ               | anderer Buchstabe, Silbe oder Ideogramm | VAI SYLLABLE WI         | Vai-Silbe Wi                              |
| U+A529 (42281) | ꔩ               | anderer Buchstabe, Silbe oder Ideogramm | VAI SYLLABLE WIN        | Vai-Silbe Win                             |
| U+A52A (42282) | ꔪ               | anderer Buchstabe, Silbe oder Ideogramm | VAI SYLLABLE PI         | Vai-Silbe Pi                              |
| U+A52B (42283) | ꔫ               | anderer Buchstabe, Silbe oder Ideogramm | VAI SYLLABLE BHI        | Vai-Silbe Bhi                             |
| U+A52C (42284) | ꔬ               | anderer Buchstabe, Silbe oder Ideogramm | VAI SYLLABLE BI         | Vai-Silbe Bi                              |
| U+A52D (42285) | ꔭ               | anderer Buchstabe, Silbe oder Ideogramm | VAI SYLLABLE MBI        | Vai-Silbe Mbi                             |
| U+A52E (42286) | ꔮ               | anderer Buchstabe, Silbe oder Ideogramm | VAI SYLLABLE KPI        | Vai-Silbe Kpi                             |
| U+A52F (42287) | ꔯ               | anderer Buchstabe, Silbe oder Ideogramm | VAI SYLLABLE MGBI       | Vai-Silbe Mgbi                            |
| U+A530 (42288) | ꔰ               | anderer Buchstabe, Silbe oder Ideogramm | VAI SYLLABLE GBI        | Vai-Silbe Gbi                             |
| U+A531 (42289) | ꔱ               | anderer Buchstabe, Silbe oder Ideogramm | VAI SYLLABLE FI         | Vai-Silbe Fi                              |
| U+A532 (42290) | ꔲ               | anderer Buchstabe, Silbe oder Ideogramm | VAI SYLLABLE VI         | Vai-Silbe Vi                              |
| U+A533 (42291) | ꔳ               | anderer Buchstabe, Silbe oder Ideogramm | VAI SYLLABLE TI         | Vai-Silbe Ti                              |
| U+A534 (42292) | ꔴ               | anderer Buchstabe, Silbe oder Ideogramm | VAI SYLLABLE THI        | Vai-Silbe Thi                             |
| U+A535 (42293) | ꔵ               | anderer Buchstabe, Silbe oder Ideogramm | VAI SYLLABLE DHI        | Vai-Silbe Dhi                             |
| U+A536 (42294) | ꔶ               | anderer Buchstabe, Silbe oder Ideogramm | VAI SYLLABLE DHHI       | Vai-Silbe Dhhi                            |
| U+A537 (42295) | ꔷ               | anderer Buchstabe, Silbe oder Ideogramm | VAI SYLLABLE LI         | Vai-Silbe Li                              |
| U+A538 (42296) | ꔸ               | anderer Buchstabe, Silbe oder Ideogramm | VAI SYLLABLE RI         | Vai-Silbe Ri                              |
| U+A539 (42297) | ꔹ               | anderer Buchstabe, Silbe oder Ideogramm | VAI SYLLABLE DI         | Vai-Silbe Di                              |
| U+A53A (42298) | ꔺ               | anderer Buchstabe, Silbe oder Ideogramm | VAI SYLLABLE NDI        | Vai-Silbe Ndi                             |
| U+A53B (42299) | ꔻ               | anderer Buchstabe, Silbe oder Ideogramm | VAI SYLLABLE SI         | Vai-Silbe Si                              |
| U+A53C (42300) | ꔼ               | anderer Buchstabe, Silbe oder Ideogramm | VAI SYLLABLE SHI        | Vai-Silbe Shi                             |
| U+A53D (42301) | ꔽ               | anderer Buchstabe, Silbe oder Ideogramm | VAI SYLLABLE ZI         | Vai-Silbe Zi                              |
| U+A53E (42302) | ꔾ               | anderer Buchstabe, Silbe oder Ideogramm | VAI SYLLABLE ZHI        | Vai-Silbe Zhi                             |
| U+A53F (42303) | ꔿ               | anderer Buchstabe, Silbe oder Ideogramm | VAI SYLLABLE CI         | Vai-Silbe Ci                              |
| U+A540 (42304) | ꕀ               | anderer Buchstabe, Silbe oder Ideogramm | VAI SYLLABLE JI         | Vai-Silbe Ji                              |
| U+A541 (42305) | ꕁ               | anderer Buchstabe, Silbe oder Ideogramm | VAI SYLLABLE NJI        | Vai-Silbe Nji                             |
| U+A542 (42306) | ꕂ               | anderer Buchstabe, Silbe oder Ideogramm | VAI SYLLABLE YI         | Vai-Silbe Yi                              |
| U+A543 (42307) | ꕃ               | anderer Buchstabe, Silbe oder Ideogramm | VAI SYLLABLE KI         | Vai-Silbe Ki                              |
| U+A544 (42308) | ꕄ               | anderer Buchstabe, Silbe oder Ideogramm | VAI SYLLABLE NGGI       | Vai-Silbe Nggi                            |
| U+A545 (42309) | ꕅ               | anderer Buchstabe, Silbe oder Ideogramm | VAI SYLLABLE GI         | Vai-Silbe Gi                              |
| U+A546 (42310) | ꕆ               | anderer Buchstabe, Silbe oder Ideogramm | VAI SYLLABLE MI         | Vai-Silbe Mi                              |
| U+A547 (42311) | ꕇ               | anderer Buchstabe, Silbe oder Ideogramm | VAI SYLLABLE NI         | Vai-Silbe Ni                              |
| U+A548 (42312) | ꕈ               | anderer Buchstabe, Silbe oder Ideogramm | VAI SYLLABLE NYI        | Vai-Silbe Nyi                             |
| U+A549 (42313) | ꕉ               | anderer Buchstabe, Silbe oder Ideogramm | VAI SYLLABLE A          | Vai-Silbe A                               |
| U+A54A (42314) | ꕊ               | anderer Buchstabe, Silbe oder Ideogramm | VAI SYLLABLE AN         | Vai-Silbe An                              |
| U+A54B (42315) | ꕋ               | anderer Buchstabe, Silbe oder Ideogramm | VAI SYLLABLE NGAN       | Vai-Silbe Ngan                            |
| U+A54C (42316) | ꕌ               | anderer Buchstabe, Silbe oder Ideogramm | VAI SYLLABLE HA         | Vai-Silbe Ha                              |
| U+A54D (42317) | ꕍ               | anderer Buchstabe, Silbe oder Ideogramm | VAI SYLLABLE HAN        | Vai-Silbe Han                             |
| U+A54E (42318) | ꕎ               | anderer Buchstabe, Silbe oder Ideogramm | VAI SYLLABLE WA         | Vai-Silbe Wa                              |
| U+A54F (42319) | ꕏ               | anderer Buchstabe, Silbe oder Ideogramm | VAI SYLLABLE WAN        | Vai-Silbe Wan                             |
| U+A550 (42320) | ꕐ               | anderer Buchstabe, Silbe oder Ideogramm | VAI SYLLABLE PA         | Vai-Silbe Pa                              |
| U+A551 (42321) | ꕑ               | anderer Buchstabe, Silbe oder Ideogramm | VAI SYLLABLE BHA        | Vai-Silbe Bha                             |
| U+A552 (42322) | ꕒ               | anderer Buchstabe, Silbe oder Ideogramm | VAI SYLLABLE BA         | Vai-Silbe Ba                              |
| U+A553 (42323) | ꕓ               | anderer Buchstabe, Silbe oder Ideogramm | VAI SYLLABLE MBA        | Vai-Silbe Mba                             |
| U+A554 (42324) | ꕔ               | anderer Buchstabe, Silbe oder Ideogramm | VAI SYLLABLE KPA        | Vai-Silbe Kpa                             |
| U+A555 (42325) | ꕕ               | anderer Buchstabe, Silbe oder Ideogramm | VAI SYLLABLE KPAN       | Vai-Silbe Kpan                            |
| U+A556 (42326) | ꕖ               | anderer Buchstabe, Silbe oder Ideogramm | VAI SYLLABLE MGBA       | Vai-Silbe Mgba                            |
| U+A557 (42327) | ꕗ               | anderer Buchstabe, Silbe oder Ideogramm | VAI SYLLABLE GBA        | Vai-Silbe Gba                             |
| U+A558 (42328) | ꕘ               | anderer Buchstabe, Silbe oder Ideogramm | VAI SYLLABLE FA         | Vai-Silbe Fa                              |
| U+A559 (42329) | ꕙ               | anderer Buchstabe, Silbe oder Ideogramm | VAI SYLLABLE VA         | Vai-Silbe Va                              |
| U+A55A (42330) | ꕚ               | anderer Buchstabe, Silbe oder Ideogramm | VAI SYLLABLE TA         | Vai-Silbe Ta                              |
| U+A55B (42331) | ꕛ               | anderer Buchstabe, Silbe oder Ideogramm | VAI SYLLABLE THA        | Vai-Silbe Tha                             |
| U+A55C (42332) | ꕜ               | anderer Buchstabe, Silbe oder Ideogramm | VAI SYLLABLE DHA        | Vai-Silbe Dha                             |
| U+A55D (42333) | ꕝ               | anderer Buchstabe, Silbe oder Ideogramm | VAI SYLLABLE DHHA       | Vai-Silbe Dhha                            |
| U+A55E (42334) | ꕞ               | anderer Buchstabe, Silbe oder Ideogramm | VAI SYLLABLE LA         | Vai-Silbe La                              |
| U+A55F (42335) | ꕟ               | anderer Buchstabe, Silbe oder Ideogramm | VAI SYLLABLE RA         | Vai-Silbe Ra                              |
| U+A560 (42336) | ꕠ               | anderer Buchstabe, Silbe oder Ideogramm | VAI SYLLABLE DA         | Vai-Silbe Da                              |
| U+A561 (42337) | ꕡ               | anderer Buchstabe, Silbe oder Ideogramm | VAI SYLLABLE NDA        | Vai-Silbe Nda                             |
| U+A562 (42338) | ꕢ               | anderer Buchstabe, Silbe oder Ideogramm | VAI SYLLABLE SA         | Vai-Silbe Sa                              |
| U+A563 (42339) | ꕣ               | anderer Buchstabe, Silbe oder Ideogramm | VAI SYLLABLE SHA        | Vai-Silbe Sha                             |
| U+A564 (42340) | ꕤ               | anderer Buchstabe, Silbe oder Ideogramm | VAI SYLLABLE ZA         | Vai-Silbe Za                              |
| U+A565 (42341) | ꕥ               | anderer Buchstabe, Silbe oder Ideogramm | VAI SYLLABLE ZHA        | Vai-Silbe Zha                             |
| U+A566 (42342) | ꕦ               | anderer Buchstabe, Silbe oder Ideogramm | VAI SYLLABLE CA         | Vai-Silbe Ca                              |
| U+A567 (42343) | ꕧ               | anderer Buchstabe, Silbe oder Ideogramm | VAI SYLLABLE JA         | Vai-Silbe Ja                              |
| U+A568 (42344) | ꕨ               | anderer Buchstabe, Silbe oder Ideogramm | VAI SYLLABLE NJA        | Vai-Silbe Nja                             |
| U+A569 (42345) | ꕩ               | anderer Buchstabe, Silbe oder Ideogramm | VAI SYLLABLE YA         | Vai-Silbe Ya                              |
| U+A56A (42346) | ꕪ               | anderer Buchstabe, Silbe oder Ideogramm | VAI SYLLABLE KA         | Vai-Silbe Ka                              |
| U+A56B (42347) | ꕫ               | anderer Buchstabe, Silbe oder Ideogramm | VAI SYLLABLE KAN        | Vai-Silbe Kan                             |
| U+A56C (42348) | ꕬ               | anderer Buchstabe, Silbe oder Ideogramm | VAI SYLLABLE NGGA       | Vai-Silbe Ngga                            |
| U+A56D (42349) | ꕭ               | anderer Buchstabe, Silbe oder Ideogramm | VAI SYLLABLE GA         | Vai-Silbe Ga                              |
| U+A56E (42350) | ꕮ               | anderer Buchstabe, Silbe oder Ideogramm | VAI SYLLABLE MA         | Vai-Silbe Ma                              |
| U+A56F (42351) | ꕯ               | anderer Buchstabe, Silbe oder Ideogramm | VAI SYLLABLE NA         | Vai-Silbe Na                              |
| U+A570 (42352) | ꕰ               | anderer Buchstabe, Silbe oder Ideogramm | VAI SYLLABLE NYA        | Vai-Silbe Nya                             |
| U+A571 (42353) | ꕱ               | anderer Buchstabe, Silbe oder Ideogramm | VAI SYLLABLE OO         | Vai-Silbe Oo                              |
| U+A572 (42354) | ꕲ               | anderer Buchstabe, Silbe oder Ideogramm | VAI SYLLABLE OON        | Vai-Silbe Oon                             |
| U+A573 (42355) | ꕳ               | anderer Buchstabe, Silbe oder Ideogramm | VAI SYLLABLE HOO        | Vai-Silbe Hoo                             |
| U+A574 (42356) | ꕴ               | anderer Buchstabe, Silbe oder Ideogramm | VAI SYLLABLE WOO        | Vai-Silbe Woo                             |
| U+A575 (42357) | ꕵ               | anderer Buchstabe, Silbe oder Ideogramm | VAI SYLLABLE WOON       | Vai-Silbe Woon                            |
| U+A576 (42358) | ꕶ               | anderer Buchstabe, Silbe oder Ideogramm | VAI SYLLABLE POO        | Vai-Silbe Poo                             |
| U+A577 (42359) | ꕷ               | anderer Buchstabe, Silbe oder Ideogramm | VAI SYLLABLE BHOO       | Vai-Silbe Bhoo                            |
| U+A578 (42360) | ꕸ               | anderer Buchstabe, Silbe oder Ideogramm | VAI SYLLABLE BOO        | Vai-Silbe Boo                             |
| U+A579 (42361) | ꕹ               | anderer Buchstabe, Silbe oder Ideogramm | VAI SYLLABLE MBOO       | Vai-Silbe Mboo                            |
| U+A57A (42362) | ꕺ               | anderer Buchstabe, Silbe oder Ideogramm | VAI SYLLABLE KPOO       | Vai-Silbe Kpoo                            |
| U+A57B (42363) | ꕻ               | anderer Buchstabe, Silbe oder Ideogramm | VAI SYLLABLE MGBOO      | Vai-Silbe Mgboo                           |
| U+A57C (42364) | ꕼ               | anderer Buchstabe, Silbe oder Ideogramm | VAI SYLLABLE GBOO       | Vai-Silbe Gboo                            |
| U+A57D (42365) | ꕽ               | anderer Buchstabe, Silbe oder Ideogramm | VAI SYLLABLE FOO        | Vai-Silbe Foo                             |
| U+A57E (42366) | ꕾ               | anderer Buchstabe, Silbe oder Ideogramm | VAI SYLLABLE VOO        | Vai-Silbe Voo                             |
| U+A57F (42367) | ꕿ               | anderer Buchstabe, Silbe oder Ideogramm | VAI SYLLABLE TOO        | Vai-Silbe Too                             |
| U+A580 (42368) | ꖀ               | anderer Buchstabe, Silbe oder Ideogramm | VAI SYLLABLE THOO       | Vai-Silbe Thoo                            |
| U+A581 (42369) | ꖁ               | anderer Buchstabe, Silbe oder Ideogramm | VAI SYLLABLE DHOO       | Vai-Silbe Dhoo                            |
| U+A582 (42370) | ꖂ               | anderer Buchstabe, Silbe oder Ideogramm | VAI SYLLABLE DHHOO      | Vai-Silbe Dhho                            |
| U+A583 (42371) | ꖃ               | anderer Buchstabe, Silbe oder Ideogramm | VAI SYLLABLE LOO        | Vai-Silbe Loo                             |
| U+A584 (42372) | ꖄ               | anderer Buchstabe, Silbe oder Ideogramm | VAI SYLLABLE ROO        | Vai-Silbe Roo                             |
| U+A585 (42373) | ꖅ               | anderer Buchstabe, Silbe oder Ideogramm | VAI SYLLABLE DOO        | Vai-Silbe Doo                             |
| U+A586 (42374) | ꖆ               | anderer Buchstabe, Silbe oder Ideogramm | VAI SYLLABLE NDOO       | Vai-Silbe Ndoo                            |
| U+A587 (42375) | ꖇ               | anderer Buchstabe, Silbe oder Ideogramm | VAI SYLLABLE SOO        | Vai-Silbe Soo                             |
| U+A588 (42376) | ꖈ               | anderer Buchstabe, Silbe oder Ideogramm | VAI SYLLABLE SHOO       | Vai-Silbe Shoo                            |
| U+A589 (42377) | ꖉ               | anderer Buchstabe, Silbe oder Ideogramm | VAI SYLLABLE ZOO        | Vai-Silbe Zoo                             |
| U+A58A (42378) | ꖊ               | anderer Buchstabe, Silbe oder Ideogramm | VAI SYLLABLE ZHOO       | Vai-Silbe Zhoo                            |
| U+A58B (42379) | ꖋ               | anderer Buchstabe, Silbe oder Ideogramm | VAI SYLLABLE COO        | Vai-Silbe Coo                             |
| U+A58C (42380) | ꖌ               | anderer Buchstabe, Silbe oder Ideogramm | VAI SYLLABLE JOO        | Vai-Silbe Joo                             |
| U+A58D (42381) | ꖍ               | anderer Buchstabe, Silbe oder Ideogramm | VAI SYLLABLE NJOO       | Vai-Silbe Njoo                            |
| U+A58E (42382) | ꖎ               | anderer Buchstabe, Silbe oder Ideogramm | VAI SYLLABLE YOO        | Vai-Silbe Yoo                             |
| U+A58F (42383) | ꖏ               | anderer Buchstabe, Silbe oder Ideogramm | VAI SYLLABLE KOO        | Vai-Silbe Koo                             |
| U+A590 (42384) | ꖐ               | anderer Buchstabe, Silbe oder Ideogramm | VAI SYLLABLE NGGOO      | Vai-Silbe Nggoo                           |
| U+A591 (42385) | ꖑ               | anderer Buchstabe, Silbe oder Ideogramm | VAI SYLLABLE GOO        | Vai-Silbe Goo                             |
| U+A592 (42386) | ꖒ               | anderer Buchstabe, Silbe oder Ideogramm | VAI SYLLABLE MOO        | Vai-Silbe Moo                             |
| U+A593 (42387) | ꖓ               | anderer Buchstabe, Silbe oder Ideogramm | VAI SYLLABLE NOO        | Vai-Silbe Noo                             |
| U+A594 (42388) | ꖔ               | anderer Buchstabe, Silbe oder Ideogramm | VAI SYLLABLE NYOO       | Vai-Silbe Nyoo                            |
| U+A595 (42389) | ꖕ               | anderer Buchstabe, Silbe oder Ideogramm | VAI SYLLABLE U          | Vai-Silbe U                               |
| U+A596 (42390) | ꖖ               | anderer Buchstabe, Silbe oder Ideogramm | VAI SYLLABLE UN         | Vai-Silbe Un                              |
| U+A597 (42391) | ꖗ               | anderer Buchstabe, Silbe oder Ideogramm | VAI SYLLABLE HU         | Vai-Silbe Hu                              |
| U+A598 (42392) | ꖘ               | anderer Buchstabe, Silbe oder Ideogramm | VAI SYLLABLE HUN        | Vai-Silbe Hun                             |
| U+A599 (42393) | ꖙ               | anderer Buchstabe, Silbe oder Ideogramm | VAI SYLLABLE WU         | Vai-Silbe Wu                              |
| U+A59A (42394) | ꖚ               | anderer Buchstabe, Silbe oder Ideogramm | VAI SYLLABLE WUN        | Vai-Silbe Wun                             |
| U+A59B (42395) | ꖛ               | anderer Buchstabe, Silbe oder Ideogramm | VAI SYLLABLE PU         | Vai-Silbe Pu                              |
| U+A59C (42396) | ꖜ               | anderer Buchstabe, Silbe oder Ideogramm | VAI SYLLABLE BHU        | Vai-Silbe Bhu                             |
| U+A59D (42397) | ꖝ               | anderer Buchstabe, Silbe oder Ideogramm | VAI SYLLABLE BU         | Vai-Silbe Bu                              |
| U+A59E (42398) | ꖞ               | anderer Buchstabe, Silbe oder Ideogramm | VAI SYLLABLE MBU        | Vai-Silbe Mbu                             |
| U+A59F (42399) | ꖟ               | anderer Buchstabe, Silbe oder Ideogramm | VAI SYLLABLE KPU        | Vai-Silbe Kpu                             |
| U+A5A0 (42400) | ꖠ               | anderer Buchstabe, Silbe oder Ideogramm | VAI SYLLABLE MGBU       | Vai-Silbe Mgbu                            |
| U+A5A1 (42401) | ꖡ               | anderer Buchstabe, Silbe oder Ideogramm | VAI SYLLABLE GBU        | Vai-Silbe Gbu                             |
| U+A5A2 (42402) | ꖢ               | anderer Buchstabe, Silbe oder Ideogramm | VAI SYLLABLE FU         | Vai-Silbe Fu                              |
| U+A5A3 (42403) | ꖣ               | anderer Buchstabe, Silbe oder Ideogramm | VAI SYLLABLE VU         | Vai-Silbe Vu                              |
| U+A5A4 (42404) | ꖤ               | anderer Buchstabe, Silbe oder Ideogramm | VAI SYLLABLE TU         | Vai-Silbe Tu                              |
| U+A5A5 (42405) | ꖥ               | anderer Buchstabe, Silbe oder Ideogramm | VAI SYLLABLE THU        | Vai-Silbe Thu                             |
| U+A5A6 (42406) | ꖦ               | anderer Buchstabe, Silbe oder Ideogramm | VAI SYLLABLE DHU        | Vai-Silbe Dhu                             |
| U+A5A7 (42407) | ꖧ               | anderer Buchstabe, Silbe oder Ideogramm | VAI SYLLABLE DHHU       | Vai-Silbe Dhhu                            |
| U+A5A8 (42408) | ꖨ               | anderer Buchstabe, Silbe oder Ideogramm | VAI SYLLABLE LU         | Vai-Silbe Lu                              |
| U+A5A9 (42409) | ꖩ               | anderer Buchstabe, Silbe oder Ideogramm | VAI SYLLABLE RU         | Vai-Silbe Ru                              |
| U+A5AA (42410) | ꖪ               | anderer Buchstabe, Silbe oder Ideogramm | VAI SYLLABLE DU         | Vai-Silbe Du                              |
| U+A5AB (42411) | ꖫ               | anderer Buchstabe, Silbe oder Ideogramm | VAI SYLLABLE NDU        | Vai-Silbe Ndu                             |
| U+A5AC (42412) | ꖬ               | anderer Buchstabe, Silbe oder Ideogramm | VAI SYLLABLE SU         | Vai-Silbe Su                              |
| U+A5AD (42413) | ꖭ               | anderer Buchstabe, Silbe oder Ideogramm | VAI SYLLABLE SHU        | Vai-Silbe Shu                             |
| U+A5AE (42414) | ꖮ               | anderer Buchstabe, Silbe oder Ideogramm | VAI SYLLABLE ZU         | Vai-Silbe Zu                              |
| U+A5AF (42415) | ꖯ               | anderer Buchstabe, Silbe oder Ideogramm | VAI SYLLABLE ZHU        | Vai-Silbe Zhu                             |
| U+A5B0 (42416) | ꖰ               | anderer Buchstabe, Silbe oder Ideogramm | VAI SYLLABLE CU         | Vai-Silbe Cu                              |
| U+A5B1 (42417) | ꖱ               | anderer Buchstabe, Silbe oder Ideogramm | VAI SYLLABLE JU         | Vai-Silbe Ju                              |
| U+A5B2 (42418) | ꖲ               | anderer Buchstabe, Silbe oder Ideogramm | VAI SYLLABLE NJU        | Vai-Silbe Nju                             |
| U+A5B3 (42419) | ꖳ               | anderer Buchstabe, Silbe oder Ideogramm | VAI SYLLABLE YU         | Vai-Silbe Yu                              |
| U+A5B4 (42420) | ꖴ               | anderer Buchstabe, Silbe oder Ideogramm | VAI SYLLABLE KU         | Vai-Silbe Ku                              |
| U+A5B5 (42421) | ꖵ               | anderer Buchstabe, Silbe oder Ideogramm | VAI SYLLABLE NGGU       | Vai-Silbe Nggu                            |
| U+A5B6 (42422) | ꖶ               | anderer Buchstabe, Silbe oder Ideogramm | VAI SYLLABLE GU         | Vai-Silbe Gu                              |
| U+A5B7 (42423) | ꖷ               | anderer Buchstabe, Silbe oder Ideogramm | VAI SYLLABLE MU         | Vai-Silbe Mu                              |
| U+A5B8 (42424) | ꖸ               | anderer Buchstabe, Silbe oder Ideogramm | VAI SYLLABLE NU         | Vai-Silbe Nu                              |
| U+A5B9 (42425) | ꖹ               | anderer Buchstabe, Silbe oder Ideogramm | VAI SYLLABLE NYU        | Vai-Silbe Nyu                             |
| U+A5BA (42426) | ꖺ               | anderer Buchstabe, Silbe oder Ideogramm | VAI SYLLABLE O          | Vai-Silbe O                               |
| U+A5BB (42427) | ꖻ               | anderer Buchstabe, Silbe oder Ideogramm | VAI SYLLABLE ON         | Vai-Silbe On                              |
| U+A5BC (42428) | ꖼ               | anderer Buchstabe, Silbe oder Ideogramm | VAI SYLLABLE NGON       | Vai-Silbe Ngon                            |
| U+A5BD (42429) | ꖽ               | anderer Buchstabe, Silbe oder Ideogramm | VAI SYLLABLE HO         | Vai-Silbe Ho                              |
| U+A5BE (42430) | ꖾ               | anderer Buchstabe, Silbe oder Ideogramm | VAI SYLLABLE HON        | Vai-Silbe Hon                             |
| U+A5BF (42431) | ꖿ               | anderer Buchstabe, Silbe oder Ideogramm | VAI SYLLABLE WO         | Vai-Silbe Wo                              |
| U+A5C0 (42432) | ꗀ               | anderer Buchstabe, Silbe oder Ideogramm | VAI SYLLABLE WON        | Vai-Silbe Won                             |
| U+A5C1 (42433) | ꗁ               | anderer Buchstabe, Silbe oder Ideogramm | VAI SYLLABLE PO         | Vai-Silbe Po                              |
| U+A5C2 (42434) | ꗂ               | anderer Buchstabe, Silbe oder Ideogramm | VAI SYLLABLE BHO        | Vai-Silbe Bho                             |
| U+A5C3 (42435) | ꗃ               | anderer Buchstabe, Silbe oder Ideogramm | VAI SYLLABLE BO         | Vai-Silbe Bo                              |
| U+A5C4 (42436) | ꗄ               | anderer Buchstabe, Silbe oder Ideogramm | VAI SYLLABLE MBO        | Vai-Silbe Mbo                             |
| U+A5C5 (42437) | ꗅ               | anderer Buchstabe, Silbe oder Ideogramm | VAI SYLLABLE KPO        | Vai-Silbe Kpo                             |
| U+A5C6 (42438) | ꗆ               | anderer Buchstabe, Silbe oder Ideogramm | VAI SYLLABLE MGBO       | Vai-Silbe Mgbo                            |
| U+A5C7 (42439) | ꗇ               | anderer Buchstabe, Silbe oder Ideogramm | VAI SYLLABLE GBO        | Vai-Silbe Gbo                             |
| U+A5C8 (42440) | ꗈ               | anderer Buchstabe, Silbe oder Ideogramm | VAI SYLLABLE GBON       | Vai-Silbe Gbpn                            |
| U+A5C9 (42441) | ꗉ               | anderer Buchstabe, Silbe oder Ideogramm | VAI SYLLABLE FO         | Vai-Silbe Fo                              |
| U+A5CA (42442) | ꗊ               | anderer Buchstabe, Silbe oder Ideogramm | VAI SYLLABLE VO         | Vai-Silbe Vo                              |
| U+A5CB (42443) | ꗋ               | anderer Buchstabe, Silbe oder Ideogramm | VAI SYLLABLE TO         | Vai-Silbe To                              |
| U+A5CC (42444) | ꗌ               | anderer Buchstabe, Silbe oder Ideogramm | VAI SYLLABLE THO        | Vai-Silbe Tho                             |
| U+A5CD (42445) | ꗍ               | anderer Buchstabe, Silbe oder Ideogramm | VAI SYLLABLE DHO        | Vai-Silbe Dho                             |
| U+A5CE (42446) | ꗎ               | anderer Buchstabe, Silbe oder Ideogramm | VAI SYLLABLE DHHO       | Vai-Silbe Dhho                            |
| U+A5CF (42447) | ꗏ               | anderer Buchstabe, Silbe oder Ideogramm | VAI SYLLABLE LO         | Vai-Silbe Lo                              |
| U+A5D0 (42448) | ꗐ               | anderer Buchstabe, Silbe oder Ideogramm | VAI SYLLABLE RO         | Vai-Silbe Rp                              |
| U+A5D1 (42449) | ꗑ               | anderer Buchstabe, Silbe oder Ideogramm | VAI SYLLABLE DO         | Vai-Silbe Do                              |
| U+A5D2 (42450) | ꗒ               | anderer Buchstabe, Silbe oder Ideogramm | VAI SYLLABLE NDO        | Vai-Silbe Ndo                             |
| U+A5D3 (42451) | ꗓ               | anderer Buchstabe, Silbe oder Ideogramm | VAI SYLLABLE SO         | Vai-Silbe So                              |
| U+A5D4 (42452) | ꗔ               | anderer Buchstabe, Silbe oder Ideogramm | VAI SYLLABLE SHO        | Vai-Silbe Sho                             |
| U+A5D5 (42453) | ꗕ               | anderer Buchstabe, Silbe oder Ideogramm | VAI SYLLABLE ZO         | Vai-Silbe Zo                              |
| U+A5D6 (42454) | ꗖ               | anderer Buchstabe, Silbe oder Ideogramm | VAI SYLLABLE ZHO        | Vai-Silbe Zho                             |
| U+A5D7 (42455) | ꗗ               | anderer Buchstabe, Silbe oder Ideogramm | VAI SYLLABLE CO         | Vai-Silbe Co                              |
| U+A5D8 (42456) | ꗘ               | anderer Buchstabe, Silbe oder Ideogramm | VAI SYLLABLE JO         | Vai-Silbe Jo                              |
| U+A5D9 (42457) | ꗙ               | anderer Buchstabe, Silbe oder Ideogramm | VAI SYLLABLE NJO        | Vai-Silbe Njo                             |
| U+A5DA (42458) | ꗚ               | anderer Buchstabe, Silbe oder Ideogramm | VAI SYLLABLE YO         | Vai-Silbe Yo                              |
| U+A5DB (42459) | ꗛ               | anderer Buchstabe, Silbe oder Ideogramm | VAI SYLLABLE KO         | Vai-Silbe Ko                              |
| U+A5DC (42460) | ꗜ               | anderer Buchstabe, Silbe oder Ideogramm | VAI SYLLABLE NGGO       | Vai-Silbe Nggo                            |
| U+A5DD (42461) | ꗝ               | anderer Buchstabe, Silbe oder Ideogramm | VAI SYLLABLE GO         | Vai-Silbe Go                              |
| U+A5DE (42462) | ꗞ               | anderer Buchstabe, Silbe oder Ideogramm | VAI SYLLABLE MO         | Vai-Silbe Mo                              |
| U+A5DF (42463) | ꗟ               | anderer Buchstabe, Silbe oder Ideogramm | VAI SYLLABLE NO         | Vai-Silbe No                              |
| U+A5E0 (42464) | ꗠ               | anderer Buchstabe, Silbe oder Ideogramm | VAI SYLLABLE NYO        | Vai-Silbe Nyo                             |
| U+A5E1 (42465) | ꗡ               | anderer Buchstabe, Silbe oder Ideogramm | VAI SYLLABLE E          | Vai-Silbe E                               |
| U+A5E2 (42466) | ꗢ               | anderer Buchstabe, Silbe oder Ideogramm | VAI SYLLABLE EN         | Vai-Silbe En                              |
| U+A5E3 (42467) | ꗣ               | anderer Buchstabe, Silbe oder Ideogramm | VAI SYLLABLE NGEN       | Vai-Silbe Ngen                            |
| U+A5E4 (42468) | ꗤ               | anderer Buchstabe, Silbe oder Ideogramm | VAI SYLLABLE HE         | Vai-Silbe He                              |
| U+A5E5 (42469) | ꗥ               | anderer Buchstabe, Silbe oder Ideogramm | VAI SYLLABLE HEN        | Vai-Silbe Hen                             |
| U+A5E6 (42470) | ꗦ               | anderer Buchstabe, Silbe oder Ideogramm | VAI SYLLABLE WE         | Vai-Silbe We                              |
| U+A5E7 (42471) | ꗧ               | anderer Buchstabe, Silbe oder Ideogramm | VAI SYLLABLE WEN        | Vai-Silbe Wen                             |
| U+A5E8 (42472) | ꗨ               | anderer Buchstabe, Silbe oder Ideogramm | VAI SYLLABLE PE         | Vai-Silbe Pe                              |
| U+A5E9 (42473) | ꗩ               | anderer Buchstabe, Silbe oder Ideogramm | VAI SYLLABLE BHE        | Vai-Silbe Bhe                             |
| U+A5EA (42474) | ꗪ               | anderer Buchstabe, Silbe oder Ideogramm | VAI SYLLABLE BE         | Vai-Silbe Be                              |
| U+A5EB (42475) | ꗫ               | anderer Buchstabe, Silbe oder Ideogramm | VAI SYLLABLE MBE        | Vai-Silbe Mbe                             |
| U+A5EC (42476) | ꗬ               | anderer Buchstabe, Silbe oder Ideogramm | VAI SYLLABLE KPE        | Vai-Silbe Kpe                             |
| U+A5ED (42477) | ꗭ               | anderer Buchstabe, Silbe oder Ideogramm | VAI SYLLABLE KPEN       | Vai-Silbe Kpen                            |
| U+A5EE (42478) | ꗮ               | anderer Buchstabe, Silbe oder Ideogramm | VAI SYLLABLE MGBE       | Vai-Silbe Mgbe                            |
| U+A5EF (42479) | ꗯ               | anderer Buchstabe, Silbe oder Ideogramm | VAI SYLLABLE GBE        | Vai-Silbe Gbe                             |
| U+A5F0 (42480) | ꗰ               | anderer Buchstabe, Silbe oder Ideogramm | VAI SYLLABLE GBEN       | Vai-Silbe Gben                            |
| U+A5F1 (42481) | ꗱ               | anderer Buchstabe, Silbe oder Ideogramm | VAI SYLLABLE FE         | Vai-Silbe Fe                              |
| U+A5F2 (42482) | ꗲ               | anderer Buchstabe, Silbe oder Ideogramm | VAI SYLLABLE VE         | Vai-Silbe Ve                              |
| U+A5F3 (42483) | ꗳ               | anderer Buchstabe, Silbe oder Ideogramm | VAI SYLLABLE TE         | Vai-Silbe Te                              |
| U+A5F4 (42484) | ꗴ               | anderer Buchstabe, Silbe oder Ideogramm | VAI SYLLABLE THE        | Vai-Silbe The                             |
| U+A5F5 (42485) | ꗵ               | anderer Buchstabe, Silbe oder Ideogramm | VAI SYLLABLE DHE        | Vai-Silbe Dhe                             |
| U+A5F6 (42486) | ꗶ               | anderer Buchstabe, Silbe oder Ideogramm | VAI SYLLABLE DHHE       | Vai-Silbe Dhhe                            |
| U+A5F7 (42487) | ꗷ               | anderer Buchstabe, Silbe oder Ideogramm | VAI SYLLABLE LE         | Vai-Silbe Le                              |
| U+A5F8 (42488) | ꗸ               | anderer Buchstabe, Silbe oder Ideogramm | VAI SYLLABLE RE         | Vai-Silbe Re                              |
| U+A5F9 (42489) | ꗹ               | anderer Buchstabe, Silbe oder Ideogramm | VAI SYLLABLE DE         | Vai-Silbe De                              |
| U+A5FA (42490) | ꗺ               | anderer Buchstabe, Silbe oder Ideogramm | VAI SYLLABLE NDE        | Vai-Silbe Nde                             |
| U+A5FB (42491) | ꗻ               | anderer Buchstabe, Silbe oder Ideogramm | VAI SYLLABLE SE         | Vai-Silbe Se                              |
| U+A5FC (42492) | ꗼ               | anderer Buchstabe, Silbe oder Ideogramm | VAI SYLLABLE SHE        | Vai-Silbe She                             |
| U+A5FD (42493) | ꗽ               | anderer Buchstabe, Silbe oder Ideogramm | VAI SYLLABLE ZE         | Vai-Silbe Ze                              |
| U+A5FE (42494) | ꗾ               | anderer Buchstabe, Silbe oder Ideogramm | VAI SYLLABLE ZHE        | Vai-Silbe Zhe                             |
| U+A5FF (42495) | ꗿ               | anderer Buchstabe, Silbe oder Ideogramm | VAI SYLLABLE CE         | Vai-Silbe Ce                              |
| U+A600 (42496) | ꘀ               | anderer Buchstabe, Silbe oder Ideogramm | VAI SYLLABLE JE         | Vai-Silbe Je                              |
| U+A601 (42497) | ꘁ               | anderer Buchstabe, Silbe oder Ideogramm | VAI SYLLABLE NJE        | Vai-Silbe Nje                             |
| U+A602 (42498) | ꘂ               | anderer Buchstabe, Silbe oder Ideogramm | VAI SYLLABLE YE         | Vai-Silbe Ye                              |
| U+A603 (42499) | ꘃ               | anderer Buchstabe, Silbe oder Ideogramm | VAI SYLLABLE KE         | Vai-Silbe Ke                              |
| U+A604 (42500) | ꘄ               | anderer Buchstabe, Silbe oder Ideogramm | VAI SYLLABLE NGGE       | Vai-Silbe Ngge                            |
| U+A605 (42501) | ꘅ               | anderer Buchstabe, Silbe oder Ideogramm | VAI SYLLABLE NGGEN      | Vai-Silbe Nggen                           |
| U+A606 (42502) | ꘆ               | anderer Buchstabe, Silbe oder Ideogramm | VAI SYLLABLE GE         | Vai-Silbe Ge                              |
| U+A607 (42503) | ꘇ               | anderer Buchstabe, Silbe oder Ideogramm | VAI SYLLABLE GEN        | Vai-Silbe Gen                             |
| U+A608 (42504) | ꘈ               | anderer Buchstabe, Silbe oder Ideogramm | VAI SYLLABLE ME         | Vai-Silbe Me                              |
| U+A609 (42505) | ꘉ               | anderer Buchstabe, Silbe oder Ideogramm | VAI SYLLABLE NE         | Vai-Silbe Ne                              |
| U+A60A (42506) | ꘊ               | anderer Buchstabe, Silbe oder Ideogramm | VAI SYLLABLE NYE        | Vai-Silbe Nye                             |
| U+A60B (42507) | ꘋ               | anderer Buchstabe, Silbe oder Ideogramm | VAI SYLLABLE NG         | Vai-Silbe Ng                              |
| U+A60C (42508) | ꘌ               | modifizierender Buchstabe               | VAI SYLLABLE LENGTHENER | Vai-Silbenverlängerer                     |
| U+A60D (42509) | ꘍               | andere Interpunktion                    | VAI COMMA               | Vai-Komma                                 |
| U+A60E (42510) | ꘎               | andere Interpunktion                    | VAI FULL STOP           | Vai-Punkt                                 |
| U+A60F (42511) | ꘏               | andere Interpunktion                    | VAI QUESTION MARK       | Vai-Fragezeichen                          |
| U+A610 (42512) | ꘐ               | anderer Buchstabe, Silbe oder Ideogramm | VAI SYLLABLE NDOLE FA   | Vai-Silbe Ndole-Fa                        |
| U+A611 (42513) | ꘑ               | anderer Buchstabe, Silbe oder Ideogramm | VAI SYLLABLE NDOLE KA   | Vai-Silbe Ndole-Ka                        |
| U+A612 (42514) | ꘒ               | anderer Buchstabe, Silbe oder Ideogramm | VAI SYLLABLE NDOLE SOO  | Vai-Silbe Ndole-Soo                       |
| U+A613 (42515) | ꘓ               | anderer Buchstabe, Silbe oder Ideogramm | VAI SYMBOL FEENG        | Vai-Symbol Feeng („Ding“)                 |
| U+A614 (42516) | ꘔ               | anderer Buchstabe, Silbe oder Ideogramm | VAI SYMBOL KEENG        | Vai-Symbol Keeng („Fuß“)                  |
| U+A615 (42517) | ꘕ               | anderer Buchstabe, Silbe oder Ideogramm | VAI SYMBOL TING         | Vai-Symbol Ting („Insel“)                 |
| U+A616 (42518) | ꘖ               | anderer Buchstabe, Silbe oder Ideogramm | VAI SYMBOL NII          | Vai-Symbol Nii („Kuh“)                    |
| U+A617 (42519) | ꘗ               | anderer Buchstabe, Silbe oder Ideogramm | VAI SYMBOL BANG         | Vai-Symbol Bang („fertig“)                |
| U+A618 (42520) | ꘘ               | anderer Buchstabe, Silbe oder Ideogramm | VAI SYMBOL FAA          | Vai-Symbol Faa („sterben, töten“)         |
| U+A619 (42521) | ꘙ               | anderer Buchstabe, Silbe oder Ideogramm | VAI SYMBOL TAA          | Vai-Symbol Taa („fahren, reisen, tragen“) |
| U+A61A (42522) | ꘚ               | anderer Buchstabe, Silbe oder Ideogramm | VAI SYMBOL DANG         | Vai-Symbol Dang („hören, verstehen“)      |
| U+A61B (42523) | ꘛ               | anderer Buchstabe, Silbe oder Ideogramm | VAI SYMBOL DOONG        | Vai-Symbol Doong („hereinkommen“)         |
| U+A61C (42524) | ꘜ               | anderer Buchstabe, Silbe oder Ideogramm | VAI SYMBOL KUNG         | Vai-Symbol Kung („Kopf, können“)          |
| U+A61D (42525) | ꘝ               | anderer Buchstabe, Silbe oder Ideogramm | VAI SYMBOL TONG         | Vai-Symbol Tong („heißen“)                |
| U+A61E (42526) | ꘞ               | anderer Buchstabe, Silbe oder Ideogramm | VAI SYMBOL DO-O         | Vai-Symbol Do-o („klein sein“)            |
| U+A61F (42527) | ꘟ               | anderer Buchstabe, Silbe oder Ideogramm | VAI SYMBOL JONG         | Vai-Symbol Jong („Sklave“)                |
| U+A620 (42528) | ꘠               | Dezimalziffer                           | VAI DIGIT ZERO          | Vai-Ziffer Null                           |
| U+A621 (42529) | ꘡               | Dezimalziffer                           | VAI DIGIT ONE           | Vai-Ziffer Eins                           |
| U+A622 (42530) | ꘢               | Dezimalziffer                           | VAI DIGIT TWO           | Vai-Ziffer Zwei                           |
| U+A623 (42531) | ꘣               | Dezimalziffer                           | VAI DIGIT THREE         | Vai-Ziffer Drei                           |
| U+A624 (42532) | ꘤               | Dezimalziffer                           | VAI DIGIT FOUR          | Vai-Ziffer Vier                           |
| U+A625 (42533) | ꘥               | Dezimalziffer                           | VAI DIGIT FIVE          | Vai-Ziffer Fünf                           |
| U+A626 (42534) | ꘦               | Dezimalziffer                           | VAI DIGIT SIX           | Vai-Ziffer Sechs                          |
| U+A627 (42535) | ꘧               | Dezimalziffer                           | VAI DIGIT SEVEN         | Vai-Ziffer Sieben                         |
| U+A628 (42536) | ꘨               | Dezimalziffer                           | VAI DIGIT EIGHT         | Vai-Ziffer Acht                           |
| U+A629 (42537) | ꘩               | Dezimalziffer                           | VAI DIGIT NINE          | Vai-Ziffer Neun                           |
| U+A62A (42538) | ꘪ               | anderer Buchstabe, Silbe oder Ideogramm | VAI SYLLABLE NDOLE MA   | Vai-Silbe Ndole-Ma                        |
| U+A62B (42539) | ꘫ               | anderer Buchstabe, Silbe oder Ideogramm | VAI SYLLABLE NDOLE DO   | Vai-Silbe Ndole-Do                        |